# Eduard Janota
Eduard Janota (* 13. März 1952 in Opava, Tschechoslowakei; † 20. Mai 2011 in Radovesice, Tschechien) war ein tschechischer Ökonom und Politiker. Zwischen 8. Mai 2009 und 13. Juli 2010 war er Finanzminister in der Übergangsregierung Jan Fischer.

## Leben
Nach dem Studium an der Wirtschaftshochschule VŠE in Prag arbeitete er ab 1976 als Fachreferent der Generaldirektion der Tschechischen Staatlichen Versicherung. 1978 trat er in das Finanzministerium ein, wo er in der Abteilung Staatsbudget eingesetzt wurde, deren Direktor er 1992 wurde. Ab April 1999 war er Stellvertreter des tschechischen Finanzministers unter den Ministern Vlastimil Tlustý und Miroslav Kalousek. Im Mai 2009 wurde er Finanzminister in der Regierung des parteilosen Jan Fischer.
Von 1984 bis 1989 war Janota Mitglied der Kommunistischen Partei der Tschechoslowakei.
Von April 2003 bis Januar 2006 war er Chef des Aufsichtsrates der Fluggesellschaft ČSA.
Ab August 2010 gehörte er als Mitglied und Berater zu dem nationalen Wirtschaftsbeirat der tschechischen Regierung (NERV) und war stellvertretender Vorsitzender des Aufsichtsrates des Energieversorgers ČEZ.
Er starb im Alter von 59 Jahren während eines privaten Tennisspiels nach einem Herzanfall.